# Topčiderska reka
La Topčiderska reka ou, familièrement, la Topčiderka (en cyrillique Топчидерска река ou Топчидерка) est une rivière de Serbie. Sa longueur est de 30 km. Elle est un affluent droit de la Save. Elle est l'un des 40 rivières et ruisseaux qui traversent ou traversaient Belgrade (la majorité d'entre eux, canalisés, servent désormais à l'évacuation des eaux usées de la ville).

## Étymologie
Comme d'autres toponymes belgradois, le nom remonte à l'occupation turque et provient de Top-çit-dere : le « ruisseau de la palissade contre les balles ». 

## Géographie
La Topčiderka appartient au bassin de drainage de la Mer Noire ; son propre bassin couvre une superficie de 147 km2.
La Topčiderka prend sa source dans la forêt de Lipovica (Lipovička šuma, lipa désignant le tilleul en serbe), sur les pentes septentrionales de la colline de Parcanski vis, un prolongement du mont Kosmaj. Elle coule d'abord en direction du nord-est jusqu'à Ripanj, dans la municipalité de Voždovac. Elle se dirige ensuite vers le nord-ouest. La vallée de la Topčiderka est la route empruntée par la ligne de chemin de fer Belgrade-Niš.
Elle passe ensuite entre les villes de Pinosava et de Rušanj (sur les pentes occidentales du mont Avala). La Topčiderka pénètre ensuite dans la section urbaine de Belgrade (municipalité de Rakovica) dans le faubourg de Resnik. Elle traverse ensuite les faubourgs de Kijevo, Labudovo Brdo, Kneževac, Rakovica, Miljakovac et Kanarevo brdo.
La rivière entre ensuite dans la municipalité de Savski venac où se trouve la vaste forêt de Topčider. Puis elle passe à proximité du konak du Prince Miloš et de l'hippodrome de Belgrade. Elle se jette alors dans la Save.

## Affluents de la Topčiderka
- Pariguz (sur sa droite, dans le quartier de Resnik)
- Kijevski potok (sur sa gauche, dans le quartier de Kijevo)
- Rakovički potok (sur sa droite, dans le quartier de Kneževac)
- Jelezovac (sur sa droite, dans le quartier de Kanarevo brdo)